# (17781) Kepping
(17781) Kepping (1998 FH23) – planetoida z pasa głównego asteroid okrążająca Słońce w ciągu 3,8 lat w średniej odległości 2,43 j.a. Odkryta 20 marca 1998 roku.